# SpywareBlaster
SpywareBlaster è un programma anti spyware e anti adware per Microsoft Windows.
SpywareBlaster blocca l'installazione di molti spyware, adware, browser hijackers, dialers ed altri programmi indesiderati basati su ActiveX. SpywareBlaster funziona con una blacklist in cui vi sono tutti i CLSID di programmi malware conosciuti, prevenendo davvero le infezioni del computer. Questo approccio differisce da altri programmi anti-spyware, che offrono all'utente la possibilità di "scannerizzare" la memoria del computer e di rimuovere il software indesiderato, dopo che esso è già stato installato.
SpywareBlaster permette anche all'utente di prevenire i pericoli di privacy come le tracce dei cookies. Un'altra caratteristica è l'abilità di bloccare l'accesso ai siti conosciuti per diffondere spyware.
SpywareBlaster supporta diversi web browser, inclusi Internet Explorer, Netscape, Mozilla e Mozilla Firefox.
SpywareBlaster attualmente è sotto licenza freeware, per usi non-commerciali. Comunque, è presente anche una caratteristica in più a pagamento chiamata AutoUpdate. La AutoUpdate semplicemente cerca e installa ogni aggiornamento di SpywareBlaster. Questa funzione non è inclusa nella versione freeware a causa dell'alto costo dell'uso della banda che causa.